# Ooencyrtus albicrus
Ooencyrtus albicrus är en stekelart som beskrevs av Prinsloo 1987. Ooencyrtus albicrus ingår i släktet Ooencyrtus och familjen sköldlussteklar.
Artens utbredningsområde är:
- Kongo.
- Tanzania.

Inga underarter finns listade i Catalogue of Life.